# Bemwezi Kienda
Bemwezi Kienda est un juriste de la République démocratique du Congo. En juillet 2009 il est nommé président de la Cour suprême par le président de la République à l'époque, Joseph Kabila, remplaçant Étienne Ntikamanire.